# Chromatonotus petropolitanus
Chromatonotus petropolitanus är en kackerlacksart som beskrevs av Rocha e Silva 1971. Chromatonotus petropolitanus ingår i släktet Chromatonotus och familjen småkackerlackor. Inga underarter finns listade i Catalogue of Life.